# Kelly McGillis
Kelly Ann McGillis, född 9 juli 1957 i Newport Beach, Kalifornien, är en amerikansk skådespelare.

## Filmografi (urval)
- 1985 – Vittne till mord
- 1986 – Top Gun
- 1988 – Anklagad
- 1988 – Huset på Carroll Street
- 1998 – Ground Control
- 2010 – Stake Land
- 2011 – The Innkeepers